# Давид Гареџијски
Свети Давид Гареџијски (груз. დავით გარეჯელი) је хришћански светитељ, један од тринаест отаца грузијских који се заједно славе 20. маја. 

## Житије
Прозван је Гареџијски јер је водио живот предан Богу и тако постигао своје подвиге у Гареџијској пустињи, близу Тифлиса. У старости је био решио да са неколико ученика посетити Свету Земљу. Оставио је манастир на управу старцима Лукијану и Доду, и кренуо на пут. Када су стигли до једног брда, одакле се видео Јерусалим, Давид се поколебао јер није сматрао да је достојан да иде стопама „Богочовека“. Зато је затражио од својих ученика да они оду да се поклоне светињама, а он је узео три камена и вратио се натраг. У хришћанској традицији помиње се да Господ није желео да сва три камена буду скривена од света, па је послао анђела да каже Илији, патријарху јерусалимском, да од Давида узме два камена и да му само трећи остави као благослов. Патријарх је брзо послао људе, који су стигли старца Давида и узели два камена, а њега пустили. Онај трећи камен и до данас лежи на његовом гробу, а хришћани верују да има чудотворну силу исцељења.

## Лавра
Лавра светог Давида Гареџијског је светиња Грузијске православне цркве која потиче из 6. века и ту су мошти 6.000 преподобномученика који су убијени након васкршње службе у 17. веку.

## Молитве
Према хришћанској традицији, овом свецу се треба молити ради излечења од „женских болести“ и одлива. Такође, према веровању, овом свецу се моле људи који желе да имају децу.

## Празник
Српска православна црква слави га 27. маја по црквеном, а 9. јуна по грегоријанском календару.